# Rádio Clube (Lages)
Rádio Clube é uma estação de rádio brasileira sediada em Lages, Santa Catarina. Opera nos 98,3 MHz em FM. Pertence ao Sistema Catarinense de Comunicações junto com a Gralha FM de Urubici, a emissora cobre todo o planalto serrano.

## História
A emissora foi criada em 25 de agosto de 1947 sendo a emissora de rádio mais antiga de Lages, tendo desde então uma programação jornalística, popular e com prestação de serviços ao povo da região do Planalto Serrano. É uma das emissoras de rádio mais antigas de Santa Catarina.
Em 2017, se tornou a primeira migrante AM-FM da região Sul do país, desligando completamente a transmissão da frequência AM 690 kHz no dia 20 de março de 2017.